# Gabriela Bussenius
Gabriela Teresa Bussenius Vega (Vallenar, 26 de junio de 1887-Santiago de Chile, 28 de enero de 1975), también conocida como Gabriela von Bussenius, fue una directora de cine, guionista, editora, escritora y dramaturga chilena. Con el estreno de su película La agonía de Arauco o El olvido de los muertos (1917) se convirtió en la primera mujer en dirigir un largometraje en Chile.

## Biografía
Hija del ingeniero alemán Luis Bussenius y de la chilena Teresa Vega, existen discordancias acerca de su fecha de nacimiento. Múltiples historiadores y fuentes han indicado el año de su nacimiento como 1899, pero una investigación de Daniela Bussenius, Florencia Correa y Mónica Ramón Ríos determinó a través de su acta de nacimiento que el año correcto era 1887.
El 27 de octubre de 1917 contrajo matrimonio con el inmigrante italiano Salvador Giambastiani, uno de los pioneros del cine en Chile. A través de la empresa productora Chile Film Co, que Giambastiani fundó con Guillermo Bidwell y Luis Larraín, la pareja hizo la película La agonía de Arauco o El olvido de los muertos (1917). El guion y la dirección estuvieron a cargo de Bussenius, mientras que la fotografía y el montaje fueron desarrollados por su marido. La película, estrenada el 26 de abril de 1917, fue filmada en Santiago, Valparaíso, Viña del Mar, Osorno y Puerto Montt, y tuvo una longitud de 2.500 metros.
Tras el estreno de la película y el fallecimiento de Giambastiani en 1921, Bussenius no volvió a dirigir. Su labor posterior consistió en crear y dirigir revistas dedicadas al cine, como Cine Magazine, Mundo social y Pantallas y bambalinas. Su hermano Gustavo también trabajó en la industria del cine chileno, siendo uno de los socios de la empresa Andes Films.
Durante los años siguientes, Gabriela Bussenius también se dedicó a la dramaturgia, escribiendo y dirigiendo obras teatrales, uniéndose a la Sociedad de Autores Teatrales. Escribió algunos cuentos para la revista Zig-Zag, y en 1954 publicó la novela Mis amigos los cisnes.

## Fallecimiento
Murió en 1975 luego de pasar años en una residencia de ancianos, y según escribe Eliana Jara en el Diccionario de Cine Iberoamericano, una pequeña nota en un periódico recordó su condición de ser la primera cineasta chilena. El olvido eso sí no fue eterno; Gabriela von Bussenius hoy forma parte del proyecto Mujeres Pioneras en el Cine de la Universidad de Columbia y en 2015 fue incluida en el libro Woman Screenwriters. Además actualmente su sobrina nieta Daniela Bussenius trabaja en una investigación sobre su vida y obra.